# Pseudometriek
Een pseudometriek is in de wiskunde, meer bepaald in het deelgebied de topologie, een iets algemener begrip dan een metriek. Het is 'bijna' een metriek in de zin dat het in een pseudometriek is toegestaan dat elementen een 'pseudoafstand' 0 hebben en toch verschillend zijn, iets wat bij een gangbare metriek is uitgesloten.

## Definitie
Een pseudometriek op een verzameling {\displaystyle V} is een afbeelding {\displaystyle d:V\times V\rightarrow \mathbb {R} } die aan de volgende voorwaarden voldoet:
voor willekeurige {\displaystyle x,y,z\in V} geldt:
1. {\displaystyle d(x,y)\geq 0}, niet-negativiteit
2. {\displaystyle d(x,x)=0}
3. {\displaystyle d(x,y)=d(y,x)}, symmetrie
4. {\displaystyle d(x,z)\leq d(x,y)+d(y,z)}, de driehoeksongelijkheid

Het paar {\displaystyle (V,d)} noemt men wel een pseudometrische ruimte.

### Het verband tussen pseudometriek en metriek
Een pseudometriek is een metriek als verschillende punten geen onderlinge afstand 0 hebben:
{\displaystyle d\ {\text{pseudometriek}}\land \{\forall x,y\in V:d(x,y)=0\implies x=y\}\implies d\ {\text{metriek}}}
Opmerking:Voor een metriek geldt altijd dat twee verschillende punten een onderlinge afstand hebben die groter dan nul is.
Als {\displaystyle d} een metriek is, dan noemt men {\displaystyle (V,d)} een metrische ruimte.

## Verband met topologie
Noem een deelverzameling {\displaystyle D} van {\displaystyle V} open als voor elk element {\displaystyle x\in D\,} de punten die voldoende dicht bij {\displaystyle x} liggen, ook tot {\displaystyle D} behoren. In formule:
{\displaystyle D\subset V} heet open, als {\displaystyle \forall x\in D\ \exists \epsilon >0\ \forall y\in V:\ d(x,y)<\epsilon \implies y\in D}
De verzameling van alle open verzamelingen van {\displaystyle V} vormt een topologie op {\displaystyle V}. Lang niet alle topologische ruimten zijn afkomstig van pseudometrieken.
Als {\displaystyle d} een metriek is, dan voldoet deze topologische ruimte aan het scheidingsaxioma {\displaystyle T_{4}}. Als {\displaystyle d} wel een pseudometriek is, maar geen metriek, voldoet deze topologische ruimte niet eens aan het zwakste scheidingsaxioma {\displaystyle T_{0}}.